# Elisabeth Sladen
Pour les articles homonymes, voir Sladen.
Elisabeth Sladen, née le 1er février 1946 à Liverpool et décédée le 19 avril 2011, est une actrice anglaise principalement connue pour son rôle de Sarah Jane Smith dans la série anglaise Doctor Who puis dans The Sarah Jane Adventures.
Tournant aux côtés de Jon Pertwee et Tom Baker, elle reste l'actrice régulière ayant joué durant le plus de saisons de la série et a repris de plusieurs fois son rôle pour des épisodes spéciaux. Elle était mariée depuis 1968 à l'acteur Brian Miller (en). Leur fille, Sadie Miller (en) a joué avec elle dans des pièces audio où elle reprenait son rôle de Sarah Jane Smith.

## Enfance
Née le 1er février 1946 à Liverpool, Elisabeth Sladen fut la seule fille de Gladys Trainer et Tom Sladen un soldat de la Home Guard durant la Seconde Guerre mondiale. Elle se découvre une passion pour le travail d'acteur dès son jeune âge, en commençant par des leçons de danse lorsqu'elle avait 5 ans avant de se produire avec le Royal Ballet. Elle fut aussi une camarade de classe de la future politicienne britannique Edwina Currie.

## Carrière

### Début de carrière
En 1964, Elisabeth Sladen fait sa première apparition dans le clip de la chanson de Gerry and the Pacemakers Ferry Cross the Mersey en tant que figurante
. Elle rejoint ensuite la troupe des Hillbark Players et joue dans une représentation de Beaucoup de bruit pour rien. Après deux ans d'art dramatique elle travaille au théâtre de Liverpool Playhouse en tant qu'assistante de plateau puis joue quelques petits rôles comme celui d'une bonne dans une représentation de La Nuit des rois ou celui d'un cadavre. C'est dans ce rôle qu'elle rencontre son futur mari, Brian Miller sur scène, celui-ci l'ayant fait rire sur scène, au grand désarroi de la direction. Assez bonne assistante de plateau, elle provoqua délibérément différentes erreurs afin d'être libérée et de pouvoir se lancer sur scène.
Son travail lui demande de voyager très souvent à travers l'Angleterre et le couple déménage à Manchester en 1966 avant de se marier en 1968. Elle joue de nombreux rôle de théâtre, comme celui de Desdémone dans Othello. Elle travaille aussi sur ITV Granada et tient durant 6 épisodes le rôle d'Anita Reynolds dans le Soap opera Coronation Street.
En 1969, elle et son mari apparaissent dans une pièce nommée "How the Other Half Loves" qui émigre à Londres, poussant le couple à déménager là bas. Elle apparaît alors dans un épisode en deux parties de la série Z-Cars, qui ont été depuis effacés des archives de la BBC. Elle apparaît dans un épisode de Doomwatch avant de jouer des rôles secondaires dans Z-Cars une seconde fois, puis dans Public Eye,Some Mothers Do 'Ave 'Em et Special Branch.

### Sarah Jane Smith
C'est en 1973, à la suite de la démission de l'actrice Katy Manning jouant l'assistante du Troisième Docteur, qu'elle est recommandée par Ron Craddock, le producteur de Z-Cars pour la remplacer. Ignorant qu'elle auditionne pour avoir un rôle de compagnon du Doctor, elle accepte finalement de jouer le rôle de la journaliste d'investigation Sarah Jane Smith. Le rôle avait été initialement attribuée à l'actrice April Walker, mais durant les essais, l'équipe de production vit qu'elle ne s'entendait pas avec Jon Pertwee, l'acteur jouant le Docteur.
Elle reste dans le casting de Doctor Who durant 3 saisons et demie, devenant le compagnon du Troisième Docteur puis du Quatrième Docteur, devenant ainsi l'un des personnages les plus populaires de la franchise. Elle quitte la série en 1976 à la fin de l'arc « The Hand of Fear. » Son personnage devait initialement se faire tuer, mais c'est en discutant avec les scénaristes Bob Baker et Dave Martin qu'ils choisirent plutôt de la faire partir.
Elisabeth Sladen rejoue son rôle de Sarah Jane Smith à nombreuses occasions. En 1981, le producteur John Nathan-Turner lui demande de revenir afin de servir de transition entre le 4e Docteur et le 5e Docteur, mais elle décline cette offre. Elle tourne néanmoins la même année le pilote du spin-off de K-9 and Company au côté de K-9 le robot chien. En 1983, elle apparait dans l'épisode spécial du 20e anniversaire de la série The Five Doctors. Elle reprend son rôle en 1993 pour un épisode caritatif spécial, Dimensions in Time puis dans Doomwatch un téléfilm indépendant inspiré de la série avec Nicholas Courtney dans le rôle du Brigadier Lethbridge-Stewart et Deborah Watling dans celui de Victoria Waterfield. Elle donne sa voix à de nombreuses adaptations audiophoniques des épisodes à partir de 1993 pour la société Big Finish Production. Elle participe aussi à de nombreux commentaires d'épisodes avant de devoir décliner en 2008 pour des raisons contractuelles.
Lors du retour de la série en 2005, Elisabeth reprend son rôle de Sarah Jane Smith dans un épisode de la seconde saison L'École des retrouvailles au côté de John Leeson qui reprend la voix du chien K-9, et de David Tennant dans le rôle du Dixième Docteur. Elle dit d'ailleurs préférer son rôle tel qu'il est devenu dans la nouvelle série, le rôle initial de Sarah Jane Smith dont la caractérisation devait beaucoup à son travail d'actrice.
À la suite de ce rôle, Elisabeth Sladen obtient sa propre série The Sarah Jane Adventures, un spin-off de Doctor Who, produit par BBC Wales et créé par Russell T Davies. Le pilote de 60 min est mis à l'antenne pour la première fois le jour de l'an 2007, suivi par une saison de 10 épisode au cours de l'année 2007. La série dure le temps de cinq saisons, la dernière étant incomplète à la suite de la mort d'Elisabeth Sladen et gagne en 2010 le Royal Television Society de la meilleure fiction pour enfant. Son personnage réapparaît aussi dans deux épisodes de Doctor Who, « La Terre volée » et « La Fin du voyage » ainsi qu'une brève apparition à la fin de l'épisode « La Prophétie de Noël. »

### Rôles antérieurs
Durant les années où elle ne tenait plus son rôle de Sarah Jane Smith, Elisabeth Sladen est retournée à Liverpool avec son mari afin de jouer dans de nombreuses pièces de théâtre et présenta pendant deux ans une émission pour enfant Stepping Stones. Elle fait aussi une apparition dans le film Silver Dream Racer et joue en 1981 le rôle de Flimnap dans une adaptation de Les Voyages de Gulliver produite par Barry Letts. Elle continue à jouer dans plusieurs adaptations de classiques de la littérature pour enfant produites par Letts.
En 1985, elle suspend sa carrière afin de s'occuper de sa fille, Sadie. Elle apparaît néanmoins dans plusieurs pièces radiophoniques ainsi que dans un programme pour enfant, Numbertime. En 2009, elle apparait dans la pantomime de Peter Pan au théâtre royal de Windsor.

## Vie personnelle
Elle s'est mariée en 1968 à Liverpool avec l'acteur Brian Miller et a eu une fille en 1985, Sadie.
Elisabeth Sladen meurt le 19 avril 2011 à 65 ans, d'un cancer qui lui avait été diagnostiqué début février, sans avoir pu reprendre le tournage des trois derniers épisodes de la saison 5 de The Sarah Jane Adventures.
Son autobiographie, Elisabeth Sladen: The Autobiography sortit le 7 novembre 2011 de manière posthume. Le 23 avril 2011, l'épisode de Doctor Who « L'Impossible Astronaute, première partie » débute avec une mention en son hommage. En 2012, la nouvelle compagne du Docteur, Clara, a été ainsi nommée en son honneur (Clara étant son deuxième prénom).